# Grand Prix de Ouest-France 2010
Il Grand Prix de Ouest-France 2010, settantaquattresima edizione della corsa e valida come ventunesimo evento del Calendario mondiale UCI 2010, si svolse il 22 agosto 2010 su un percorso totale di 248,3 km. Fu vinto dall'australiano Matthew Goss che terminò la gara in 6h37'53".

## Squadre e corridori partecipanti
Al via si sono presentate le diciotto squadre del circuito ProTour. Invitate fra le squadre continentali BMC Racing Team, Cervélo TestTeam, Saur-Sojasun, Vacansoleil Pro Cycling Team e Skil-Shimano.
| N.      | Cod. | Squadra                       |
| ------- | ---- | ----------------------------- |
| 1-9     | SKY  | Sky Professional Cycling Team |
| 11-19   | BBO  | Bbox Bouygues Telecom         |
| 21-29   | RAB  | Rabobank                      |
| 31-39   | LAM  | Lampre-Farnese Vini           |
| 41-49   | AST  | Astana                        |
| 51-59   | ALM  | AG2R La Mondiale              |
| 61-69   | GCE  | Caisse d'Epargne              |
| 71-79   | COF  | Cofidis                       |
| 81-89   | FDJ  | FDJ                           |
| 91-99   | KAT  | Team Katusha                  |
| 101-109 | EUS  | Euskaltel-Euskadi             |
| 111-119 | MRM  | Team Milram                   |
| 121-129 | THR  | Team HTC-Columbia             |

| N.      | Cod. | Squadra                      |
| ------- | ---- | ---------------------------- |
| 131-139 | GRM  | Garmin-Transitions           |
| 141-149 | LIQ  | Liquigas                     |
| 151-159 | QST  | Quick Step                   |
| 161-169 | FOT  | Footon-Servetto              |
| 171-179 | RSH  | Team RadioShack              |
| 181-189 | SAX  | Team Saxo Bank               |
| 191-199 | OLO  | Omega Pharma-Lotto           |
| 201-209 | BMC  | BMC Racing Team              |
| 211-219 | CTT  | Cervélo TestTeam             |
| 221-229 | SAU  | Saur-Sojasun                 |
| 231-239 | VAC  | Vacansoleil Pro Cycling Team |
| 241-249 | SKS  | Skil-Shimano                 |

## Ordine d'arrivo (Top 10)
| Pos. | Corridore          | Squadra      | Tempo    |
| ---- | ------------------ | ------------ | -------- |
| 1    | Matthew Goss       | HTC-Columbia | 6h37'53" |
| 2    | Tyler Farrar       | Garmin       | s.t.     |
| 3    | Yoann Offredo      | FDJ          | s.t.     |
| 4    | Leonardo Duque     | Cofidis      | s.t.     |
| 5    | José Joaquín Rojas | C. d'Epargne | s.t.     |
| 6    | Mauro Santambrogio | BMC          | s.t.     |
| 7    | Peter Sagan        | Liquigas     | s.t.     |
| 8    | Francesco Gavazzi  | Lampre       | s.t.     |
| 9    | Marco Marcato      | Vacansoleil  | s.t.     |
| 10   | Romain Feillu      | Vacansoleil  | s.t.     |

## Punteggi UCI
| Pos. | Corridore          | Squadra      | Punti |
| ---- | ------------------ | ------------ | ----- |
| 1    | Matthew Goss       | HTC-Columbia | 80    |
| 2    | Tyler Farrar       | Garmin       | 60    |
| 3    | Yoann Offredo      | FDJ          | 50    |
| 4    | Leonardo Duque     | Cofidis      | 40    |
| 5    | José Joaquín Rojas | C. d'Epargne | 30    |
| 6    | Mauro Santambrogio | BMC          | 22    |
| 7    | Peter Sagan        | Liquigas     | 14    |
| 8    | Francesco Gavazzi  | Lampre       | 10    |
| 9    | Marco Marcato      | Vacansoleil  | 6     |
| 10   | Romain Feillu      | Vacansoleil  | 2     |

| Pos. | Squadra                      | Punti |
| ---- | ---------------------------- | ----- |
| 1    | Team HTC-Columbia            | 80    |
| 2    | Garmin-Transitions           | 60    |
| 3    | FDJ                          | 50    |
| 4    | Cofidis                      | 40    |
| 5    | Caisse d'Epargne             | 30    |
| 6    | BMC Racing Team              | 22    |
| 7    | Liquigas-Doimo               | 14    |
| 8    | Lampre-Farnese Vini          | 10    |
| 9    | Vacansoleil Pro Cycling Team | 8     |

| Pos. | Squadra     | Punti |
| ---- | ----------- | ----- |
| 1    | Australia   | 80    |
| 2    | Stati Uniti | 60    |
| 3    | Francia     | 52    |
| 4    | Colombia    | 40    |
| 5    | Italia      | 38    |
| 6    | Spagna      | 30    |
| 7    | Slovacchia  | 14    |